# Радошковичская белорусская гимназия
Радошковичская белорусская гимназия имени Ф. Скорины — учебное заведение среднего типа гуманитарного направления. Существовал в местечке Радошковичи в 1922-1928 гг.

## История
Гимназия была основана радошковичским товариществом белорусской школы (ТБШ) по инициативе белорусского общественно-политического деятеля А. Уласова и учителя П. Крачковского. В начале 1922 года была получена концессия на содержание гимназии, директором которой стал священник Ф. Абрантович. Позднее директорами гимназии были избраны А. Верниковский и Ф. Стацкевич. В гимназии училась молодежь из окрестных сел и городов. В 1925/26 учебном году в 1-7 классах и подготовительных классах обучалось 150 учащихся. Имелось общежитие для мальчиков и девочек, основанное при поддержке миссии американских и белорусских методистов. Педагоги и учащиеся совместно с радошковичской средней школой проводили работу по пропаганде белорусской культуры среди жителей города и окрестных сел. 3 ноября 1923 года студенты постоянно устраивали театрализованные представления, издавали рукописные журналы «Да сонца!» и «Гудок». Во время летних каникул 1926/27 и 1927/28 учебных годов на базе гимназии проводились курсы для учителей белорусских начальных школ. Подъем национально-освободительного движения в середине 1920-х гг. в Западной Белоруссии способствовал радикализации взглядов преподавателей и учащихся гимназии, что привело к ее закрытию в сентябре 1928 г по распоряжению начальника Молодечненского района в связи с «опасность общественному спокойствию». Большинство учеников радошковичской белорусской гимназии продолжили обучение за границей, главным образом в БССР; некоторые получили высшее образование в Чехословакии.
Некоторое время в гимназии учился Е. Скурко ( Максим Танк ).

## Текущее состояние
Сегодня от гимназии сохранилось здание бывшего общежития, которое находится на улице Виленской, 1. На местном кладбище находится неухоженная могила учителя Николая Чареневского. Памятник с надписью « Сьветлай памяці вучыцель Радашкаўскае беларускае гімназіі Мікалай Іванавіч Чэрняўскі. Радзіўся 22.05.1883 г., памёр 02.03.1926 г. Вечная памяць дарагому настаўніку і другу » — повален.